# Ćehaje
Ćehaje (en cyrillique : Ћехаје) est un village de Bosnie-Herzégovine. Il est situé dans la municipalité de Srebrenik, dans le canton de Tuzla et dans la fédération de Bosnie-et-Herzégovine. Selon les premiers résultats du recensement bosnien de 2013, il compte 949 habitants.

## Géographie
Le village est situé au nord de Srebrenik, au bord de la rivière Tinja.

## Démographie

### Évolution historique de la population dans la localité
| 1948 | 1953 | 1961 | 1971 | 1981 | 1991 | 2013 |
| ---- | ---- | ---- | ---- | ---- | ---- | ---- |
| -    | -    | 720  | 655  | 725  | 804  | 949  |

|  |

### Communauté locale
En 1991, la communauté locale de Ćehaje comptait 1 317 habitants, répartis de la manière suivante :